# New Rose (Lied)
New Rose ist ein Song der britischen Band The Damned. Der Track wurde auf der A-Seite der ersten Single der Band am 22. Oktober 1976 von Stiff Records mit der Katalognummer BUY 6 veröffentlicht. Sie gilt als die erste britische Punkrock-Single. Geschrieben wurde New Rose vom Gitarristen der Band, Brian James; produziert wurde die Single von Nick Lowe. Der Song eröffnete auch die zweite Seite der ersten Langspielplatte der Damned, Damned Damned Damned. Auf der B-Seite der Single-Veröffentlichung befindet sich eine Coverversion des Beatles-Hits Help.

## Entstehungsgeschichte
James hatte den Riff für New Rose bereits 1974 in Brüssel komponiert, als er in einer Band namens Bastard spielte. Sein damaliger Schlagzeuger bekam den Sound aber nicht so hin, wie James ihn wollte. Als The Damned in der Gründungsphase waren, spielte er den Riff dem künftigen Damned-Drummer Rat Scabies vor, der auf Anhieb begriff, was James im Kopf hatte:

„Bang, und es ging los. Er hat sich regelrecht drüber hergemacht. Es war perfekt. Jetzt hatte ich etwas, worauf ich einen Song aufbauen konnte.“

Laut Chris Bryans, Autor des Eintrags New Rose in „1001 Songs die Sie hören sollten, bevor das Leben vorbei ist“, hat der Gitarrist den Song in 15 Minuten fertig geschrieben. Nachdem die Band einen Vertrag bei Stiff Records unterschrieben hatten, fanden die Aufnahmen mit Nick Lowe als Produzent in den Pathway Studios im Londoner Stadtteil Islington statt. Sie dauerten einen Tag lang und kosteten nach James’ Erinnerung „etwa 50 Pfund“. Nick Lowe habe anschließend bei der Nachbearbeitung noch weniger Zeit verbracht. Wie Vanian in einem weiteren Interview verriet, wurde „im Studio eigentlich nichts mehr damit gemacht, sondern es klang einfach so wie wir - echt kraftvoll“. Nach Angaben von Bassist Captain Sensible standen die Bandmitglieder bei den Aufnahmen durchgehend „unter dem Einfluss von Speed und Cider“, was Sänger Dave Vanian in einem Interview von 2018 bestätigte.

## Text und Musik
Das Lied beginnt mit einem von Dave Vanian gesprochenen Intro: Is she really going out with him?, einem Zitat des Intros des Hits der Shangri-Las aus dem Jahre 1964, Leader of the Pack, den Vanian sehr bewunderte. Er hatte mit dem Zitat eigentlich nur herumgealbert, doch allen Beteiligten gefiel es, und so blieb die Hommage an den Oldie auf der Aufnahme.
Dem Intro folgt ein, wie Dave Vanian es ausdrückt, „ungeschönter, aus dem Bauch kommender, klassischer Drei-Minuten-Popsong“ mit Textzeilen wie

„I got a new rose, I got it good
Guess I knew that I always would
I can’t stop to mess around
I got a brand new rose in town.
…
I got a feeling inside of me
It’s kinda strange like a stormy sea.“

Die Musik wird beherrscht von Scabies’ Schlagzeug, das nach dem Intro einsetzt und dem sich James’ Gitarre und Captain Sensibles Bass nach etwa fünf Sekunden anschließen. The Rough Guide to Punk hält New Rose für die Kultsingle (iconic single) der Damned; Scabies’ Spiel wird als mad-war-drumming, als „durchgeknalltes Kriegstrommeln“ beschrieben. Chris Bryans meint:

„Der Adrenalinschub von Scabies’ Eröffnungsangriff hält den ganzen atemlosen Track über an.“

Jon Savage beschreibt den Song in seinem Buch England’s Dreaming:

„»New Rose« ist ein einziger Sturm der Begeisterung von Leuten, die sich ihrer Energie bewußt werden. Es gibt praktisch keine Melodie, und die Wörter sind zusammenhanglos, aber der Spaß den sie hatten, ist unüberhörbar.“

Scott Rowley schreibt: „Rats hämmerndes Schlagzeug, Brians messerscharfe Riffs und kurze kreischende Soli, Sensibles manisch treibende Bassline und Vanians knurrender Gesang […] schufen den Sound einer Band, die es eilig hatte, zum Punkt (oder, wahrscheinlicher, an die Bar) zu kommen.“
Viele Zeitgenossen meinten im Text einen Liebesschmacht zu entdecken, was Brian James jedoch negierte. Er habe ihn über die aufstrebende Punkbewegung geschrieben, weil das, was rund um ihn herum geschah, ihn so begeistert habe. „Bildersprache, die zu den Riffs passte“, nennt sie Dave Simpson im Guardian.

## Rezeption
New Rose wurde bei der Erstveröffentlichung kein Charthit, erhielt jedoch einhellig gute Kritiken in den britischen Musikzeitschriften, die Damned kamen auf die Titelseiten von Sounds und Melody Maker. Die Nachfrage nach der Single war so groß, dass das erst kurz zuvor gegründete Plattenlabel Stiff einen Deal für die Auslieferung mit United Artists einging, da sie Stiffs eigene Kapazitäten überstieg – die Damned-Single war eine der ersten zehn, die Stiff veröffentlichte.
Im Mai 1986 wurde die Single von Stiff Records neu aufgelegt, mit der ursprünglichen Katalognummer auf schwarzem, rotem und weißen Vinyl sowie in limitierter Auflage als Doppelsingle mit zwei Liveaufnahmen. Gleichzeitig gab es erstmals eine 12-Zoll-Single mit drei zusätzlichen Tracks. Die Neuauflage erreichte Platz 81 in den britischen Singlecharts.
Radiomoderator und Musiker Mark Radcliffe, Jahrgang 1958, widmet in seinem Buch Reelin’ in the Years, in dem er jedem seiner Lebensjahre einen Song zuordnet, New Rose den Abschnitt für 1976.

„[Der Song] hatte so einen schwungvollen, kraftspendenden Sound dass man einfach nur glücklich war, am Leben zu sein. Insbesondere mit 18, wenn man erstmals nicht mehr zuhause wohnte.“

New Rose hatte ihn so nachdrücklich beeindruckt, dass er den Track als ersten Titel in seiner ersten Show bei BBC Radio 1 spielte.
Robert Dimery nahm New Rose im Jahr 2011 in sein Buch „1001 Songs die Sie hören sollten, bevor das Leben vorbei ist“ auf.

## Coverversionen
Die ebenfalls bei Stiff Records unter Vertrag stehende amerikanische Sängerin Rachel Sweet nahm New Rose für ihr 1980 erschienenes Album Protect the Innocent auf. In Finnland erschien ebenfalls 1980 auf einer Kompilation New Rose von der Band Ratsia. Die französische Punkband Charles de Goal brachte 1985 eine Version auf einem Kompilationsalbum des Labels New Rose heraus. Eine Version von Guns N' Roses erschien 1993 auf dem Album The Spaghetti Incident?. Im Jahr 2000 erschien der Song auf einem Album der Band Catfight!.
Brian James selbst brachte seinen Song mehrmals in neuen Versionen heraus, so als New Rose 2001 von Brian James Meets Flagpig und 2006 mit der Brian James Gang als New Rose 2006.